# Unió de l'Esquerra Catalana
Unió de l'Esquerra Catalana (UEC o PSUC-ENE) va ser una coalició electoral catalana formada pel Partit Socialista Unificat de Catalunya (PSUC) i Entesa dels Nacionalistes d'Esquerra (ENE) per a concórrer a les eleccions generals espanyoles de 1986. UEC va obtenir 123.912 vots (el 3,9% dels vots a Catalunya, un 0,62% dels vots al total de l'estat espanyol) i un escó al Congrés dels Diputats per la circumscripció de Barcelona. El diputat electe era Ramon Espasa, qui es va integrar en el grup parlamentari d'Esquerra Unida. L'any següent, el PSUC va liderar la formació d'una nova aliança, Iniciativa per Catalunya.